# Śniadanie na Plutonie
Śniadanie na Plutonie (ang. Breakfast on Pluto) – irlandzko-brytyjski dramat filmowy z 2005 roku w reżyserii Neila Jordana, nakręcony na podstawie powieści Patricka McCabe’a pod tym samym tytułem. Zdjęcia kręcono w Belfaście, Bray, hrabstwach Kilkenny, Wicklow i Essex.

## Obsada
- Cillian Murphy – Patricia „Kitten” Braden
- Liam Neeson – Ojciec Liam
- Stephen Rea – Bertie
- Brendan Gleeson – John Joe Kenny
- Ian Hart – PC Wallis
- Bryan Ferry – Billy Hatchet

## Soundtrack
Na ścieżkę dźwiękową filmu składają się popularne piosenki z lat 70. XX wieku, m.in. „Sugar Baby Love”, „Children of the Revolution”, „Rock Your Baby”, „Fly Robin Fly”, „Fuck The British Army”, „Les Girls”.

## Fabuła
Lata 70. XX wieku: rozpoczyna się era disco i rewolucja seksualna. W małym, katolickim miasteczku Tyrellin, gdzieś w Irlandii blisko granicy z Irlandią Północną, zaczyna się również historia młodej dziewczyny z dość oryginalnym podejściem do świata i siebie samej.
Patricia (Cillian Murphy) – urodzona jako niechciany syn i porzucona na schodach kościoła – od najmłodszych lat wprawia w zakłopotanie swoich bliskich i konserwatywne otoczenie, ponieważ największą frajdę sprawia jej przymierzanie sukienek wychowującej jej macochy.
Miasteczko nie toleruje jej ekstrawagancji, więc Patricia wyrusza w zaskakującą i nieoczekiwaną podróż do Londynu, gdzie być może uda jej się znaleźć to, czego w życiu szuka.